# Episodi di Puella Magi Madoka Magica
Questa è la lista degli episodi di Puella Magi Madoka Magica, serie televisiva anime di genere majokko, prodotta da Shaft e Aniplex, scritta dal Magica Quartet (pseudonimo di Akiyuki Shinbō, Gen Urobuchi, Ume Aoki e studio Shaft) e diretta da Akiyuki Shinbō, con la sceneggiatura di Gen Urobuchi, il character design originale di Ume Aoki, l'adattamento di Takahiro Kishida e la colonna sonora di Yuki Kajiura. L'anime è andato in onda in Giappone sui canali TBS e MBS dal 6 gennaio al 21 aprile 2011 per un totale di 12 episodi. In Giappone l'anime veniva trasmesso su MBS il giovedì alle 25:25 (ovvero l'1:25 del giorno dopo, perché la giornata televisiva inizia alle 6:00) e su TBS il giorno dopo (quindi il venerdì, a partire dal 7 gennaio) alle 25:55. Gli ultimi due episodi, posticipati a causa del terremoto del Tōhoku del 2011, sono stati trasmessi il 21 aprile 2011 su entrambe le reti: su MBS alle 26:40 e su TBS alle 27:00. Una settimana dopo la trasmissione, gli episodi venivano pubblicati in streaming sui siti internet Nico Nico Douga e BIGLOBE.
In Italia la versione doppiata è stata trasmessa dal 5 febbraio al 22 aprile 2012 ogni domenica mattina con orario variabile su Rai 4 insieme ad Ano Hana, mentre la versione sottotitolata è stata pubblicata in streaming sul sito internet Popcorn TV al ritmo di un episodio a settimana dal 2 settembre 2011 ed è stata rimossa nel 2016. Dal 22 ottobre 2015 al 2017 la serie televisiva e il terzo film sono stati resi disponibili, sia con il doppiaggio giapponese sottotitolato che con il doppiaggio italiano, tra i contenuti italiani del servizio di streaming online Netflix. La serie è stata poi aggiunta sul servizio streaming VVVVID nell'edizione doppiata.

## Lista episodi
| Nº | Titolo italiano (versione doppiata / versione sottotitolata) Giapponese 「Kanji」 - Rōmaji | In onda          | In onda          |
| Nº | Titolo italiano (versione doppiata / versione sottotitolata) Giapponese 「Kanji」 - Rōmaji | Giapponese       | Italiano         |
| 1  | Come se ci fossimo incontrate in sogno… / Come se l'avessi vista in sogno… 「夢の中で会った、ような⋯⋯」 - Yume no naka deatta, youna…… | 6 gennaio 2011   | 5 febbraio 2012  |
| 1  | Una notte, nella città di Mitakihara, Madoka Kaname sogna di assistere alla lotta tra una ragazza e una gigantesca creatura mostruosa. Il giorno dopo la ragazza del suo sogno, Homura Akemi, si iscrive alla sua scuola diventando sua compagna di classe. Homura sembra già conoscere Madoka e dice a quest’ultima di "rimanere sempre ciò che è adesso", altrimenti perderà tutto quello che ha. Più tardi mentre sta facendo shopping con la sua amica, Sayaka Miki, Madoka sente una strana voce che la attira in una stanza sul retro. Lì, incontra una strana creatura felina di nome Kyubey, inseguita da Homura, la quale sembra intenzionata a ucciderla. Madoka e Sayaka mettono in salvo Kyubey, ma i tre si ritrovano improvvisamente in un’altra dimensione, dove vengono attaccati da dei mostri. Vengono salvati da una maga di nome Mami Tomoe, che mette in fuga gli assalitori usando le sue abilità magiche. Homura, la quale è una maga a sua volta, appare di nuovo, ma viene allontanata da Mami. Dopo essere stato guarito magicamente da Mami, Kyubey propone a Madoka e Sayaka di diventare maghe. |                  |                  |
| 2  | Pensavo che sarebbe molto bello / Sarebbe davvero fantastico 「それはとっても嬉しいなって」 - Sore wa tottemo ureshii natte | 13 gennaio 2011  | 12 febbraio 2012 |
| 2  | Mami e Kyubey spiegano a Madoka e Sayaka che Kyubey ha il potere di esaudire un loro desiderio, ma in cambio dovranno diventare maghe e combattere le streghe, creature mostruose, invisibili alla maggior parte degli esseri umani, ma capaci di indurli all’omicidio o al suicidio, nutrendosi della loro disperazione; la realtà alterata in cui si erano ritrovate prima, non era altro che il "labirinto" di una strega, e i mostri incontrati erano suoi “aiutanti”. Mami si offre di accompagnare Madoka e Sayaka in una caccia alle streghe per aiutarle a decidere se vogliono davvero stipulare un contratto con Kyubey. Il giorno dopo, Kyubey, che non può essere visto da persone normali, accompagna Madoka e Sayaka a scuola, dove scoprono di poter comunicare tra loro telepaticamente, proprio grazie alla presenza di Kyubey. Homura parla ancora una volta a Madoka per ripetere il suo avvertimento e si rifiuta di rispondere quando Madoka chiede quale sia stato il suo desiderio. Dopo la scuola, Madoka, Sayaka e Mami seguono l'aura della strega del giorno precedente in un edificio abbandonato, dove riescono a salvare una donna prima che si suicidi a causa dell’influenza della strega. Fanno dunque ingresso nel labirinto della strega, che viene uccisa da Mami. Morendo, la strega lascia cadere una spina chiamata “Grief Seed”. Mami spiega che le maghe usano i Grief Seed per recuperare potere magico: per farlo devono avvicinare un Grief Seed alla loro Soul Gem, una gemma che permette alle maghe di esercitare la loro magia. |                  |                  |
| 3  | Ormai non ho più paura di nulla / Non ho più paura di niente 「もう何も怖くない」 - Mou nanimo kowakunai | 20 gennaio 2011  | 19 febbraio 2012 |
| 3  | Sayaka inizia a considerare l’opportunità di esprimere il desiderio di curare Kyōsuke Kamijō, un suo amico di cui è segretamente innamorata, il quale a causa di un incidente ha perso l’uso di una mano, precludendosi per sempre la possibilità di esprimere il suo talento di violinista. Madoka e Sayaka assistono alla lotta di Mami contro un aiutante distaccatosi dal labirinto della sua strega: gli aiutanti sono più deboli delle streghe, ma possono comunque uccidere gli esseri umani e trasformarsi a loro volta in streghe; gli aiutanti inoltre non lasciano cadere Grief Seed. Il giorno seguente, mentre visitano l'ospedale in cui è ricoverato Kyōsuke, Madoka e Sayaka trovano un Grief Seed in procinto di generare una strega, così Sayaka e Kyubey entrano nel portale che conduce al labirinto della strega, mentre Madoka va alla ricerca di Mami. Mentre Madoka e Mami li raggiungono, Homura cerca di mettere in guardia Mami dalla strega, ma Mami la immobilizza magicamente per impedirle di seguirle. Mentre proseguono il cammino, Madoka confessa a Mami di essersi sempre sentita inutile e priva di talenti, e che diventare una maga e aiutare gli altri la renderebbe felice a prescindere dal desiderio. Mami le confessa di non sopportare il dover combattere le streghe da sola ogni giorno e le dice che sarebbe felice di averla al suo fianco. Stavolta, tuttavia, è la strega ad avere la meglio su Mami, che muore davanti agli occhi di Madoka e Sayaka. Homura salva le due ragazze e dice loro di non dimenticare mai il destino di Mami, nel caso avessero ancora intenzione di diventare maghe. |                  |                  |
| 4  | I miracoli e le magie esistono / La magia e i miracoli esistono davvero 「奇跡も, 魔法も, あるんだよ」 - Kiseki mo, mahō mo, arundayo | 27 gennaio 2011  | 26 febbraio 2012 |
| 4  | Mentre Sayaka continua a preoccuparsi per Kyōsuke, Madoka, ancora disperata per la morte di Mami, ammette che ora l’idea di diventare una maga la spaventa, quindi Kyubey decide di lasciarla stare. Viene inoltre a sapere da Homura che il corpo di Mami non verrà mai ritrovato, essendo la ragazza morta nel labirinto di una strega. Mentre Kyōsuke diventa sempre più disperato per le sue condizioni, che gli impediscono di usare le dita per suonare il violino, Sayaka decide di stringere il contratto con Kyubey. Per strada Madoka nota che diverse persone, tra cui la sua compagna di classe Hitomi Shizuki, sono caduti sotto il controllo di una strega, e vogliono mettere in atto un suicidio collettivo. Quando Madoka ostacola il loro tentativo di suicidio, la inseguono fino a una stanza dove viene catturata dalla strega che la tortura con i ricordi della morte di Mami. Proprio in quel momento, viene salvata da Sayaka, che è diventata una maga dopo aver desiderato la guarigione di Kyōsuke. Altrove, Kyubey accoglie un'altra ragazza magica di nome Kyōko Sakura, che è appena arrivata in città, ed è delusa per il fatto che Sayaka abbia occupato il territorio lasciato vuoto da Mami. |                  |                  |
| 5  | Io non ho alcun rimpianto / Non ho nulla di cui pentirmi 「後悔なんて、あるわけない」 - Kōkai nante, aru wakenai | 3 febbraio 2011  | 4 marzo 2012     |
| 5  | Sayaka visita Kyōsuke ed è felice di vederlo finalmente in grado di suonare il violino. Madoka esprime a Homura le sue preoccupazioni circa la nuova condizione di Sayaka e le chiede di esserle amica e di aiutarla, ma Homura le risponde che Sayaka non può essere aiutata e che l’essere diventata una maga sarà la sua rovina. Più tardi, Madoka accompagna Sayaka nella caccia alle streghe, e le due ragazze entrano nel labirinto di un aiutante. Kyōko, tuttavia, interviene e impedisce a Sayaka di eliminarlo, dicendole che è meglio che l’aiutante uccida abbastanza persone da permettergli di sviluppare un Grief Seed. L'egoismo di Kyōko fa arrabbiare Sayaka, e le due maghe si scontrano violentemente, con Madoka incapace di fare qualsiasi cosa per fermarli. Mentre Kyōko prende il sopravvento, Madoka è pronta a stipulare il contratto con Kyubey per salvare Sayaka, ma Homura interviene prima che lei possa farlo. |                  |                  |
| 6  | Non è per niente giusto tutto questo / C'è qualcosa di sbagliato in tutto questo 「こんなの絶対おかしいよ」 - Konna no zettai okashii yo | 10 febbraio 2011 | 11 marzo 2012    |
| 6  | Homura colpisce Sayaka facendola svenire e allontana Kyōko, prima di ribadire a Madoka che dovrebbe rinunciare a preoccuparsi per Sayaka. Kyubey rivela a Sayaka che Madoka ha un inaudito potenziale magico che lui stesso non riesce a spiegarsi e che, se stipulasse il contratto, diventerebbe una maga potentissima, ma Sayaka gli risponde di non volerla coinvolgere nella lotta contro le streghe. Homura avvisa Kyōko che due settimane più tardi giungerà in città la “Notte di Walpurgis” e la convince ad aiutarla a combatterla, promettendole che dopo le lascerà Mitakihara come territorio di caccia. Madoka si preoccupa per Sayaka, che ignora le sue suppliche di provare a parlare con Kyōko, mostrando anche odio verso Homura, che incolpa della morte di Mami. La sera dopo, Sayaka affronta di nuovo Kyōko che la spinge in un'altra rissa in cima a un ponte autostradale. Prima che la battaglia possa iniziare, Madoka arriva e lancia la Soul Gem di Sayaka, la fonte della sua energia magica, giù dal ponte nella speranza di fermare il combattimento. Tuttavia, questo fa sì che Sayaka diventi improvvisamente senza vita. Con orrore di Madoka e Kyōko, Kyubey rivela che, quando un contratto viene stipulato, egli strappa l’anima dal corpo della maga, creando la Soul Gem, e che, se questa si allontana a più di cento metri dal corpo, esso smette di funzionare. Homura si precipita a recuperare la Soul Gem e la riporta a Sayaka, rianimandola. |                  |                  |
| 7  | Sai affrontare a volto aperto i tuoi veri sentimenti? / Riesco ad affrontare i miei veri sentimenti 「本当の気持ちと向き合えますか？」 - Honto no kimochi to mukiaemasu ka? | 17 febbraio 2011 | 18 marzo 2012    |
| 7  | Sayaka si arrabbia con Kyubey per averle tenuta nascosta la verità sul contratto, ma lui la tiene sotto controllo, toccando la Soul Gem e facendole sentire il dolore che avrebbe provato durante il combattimento contro Kyōko, se la sua anima fosse stata ancora nel corpo. Kyōko decide di parlare a Sayaka, portandola in una chiesa appartenuta a suo padre prima di essere scomunicato per le sue convinzioni controverse. Spiega di aver stipulato il contratto con Kyubey in modo che le persone ascoltassero i sermoni di suo padre, ma quando egli scoprì la verità, impazzì e costrinse l’intera famiglia a suicidarsi, lasciando sola Kyōko. Sayaka si scusa con Kyōko per averla malgiudicata, ma si rifiuta di ascoltare il suo consiglio di vivere per se stessa. Il giorno dopo Kyōsuke torna a scuola, ma Sayaka evita di parlargli. Hitomi la affronta e rivela che anche lei è innamorata di Kyōsuke e le concede un giorno per dichiararsi prima di lei. Sayaka si dispera e confessa a Madoka di non poter impedire a Hitomi di portarle via Kyōsuke, non vedendo più se stessa come un essere umano. Quella notte, mentre si trova nel labirinto di una strega, Sayaka ignora l'aiuto di Kyōko e attacca incautamente la strega senza riguardo al danno causato al suo corpo, ridendo istericamente perché non percepisce alcun dolore. |                  |                  |
| 8  | Sono davvero una stupida / Sono proprio una stupida 「あたしって、ほんとバカ」 - Atashitte, honto baka | 24 febbraio 2011 | 25 marzo 2012    |
| 8  | Sayaka sconfigge la strega, ma si rifiuta di raccogliere il Grief Seed. Madoka cerca di far ragionare Sayaka, ma questa la incolpa per non aver voluto fare la sua stessa scelta. Mentre Homura e Kyōko discutono sulla Notte di Walpurgis, Kyubey si avvicina a loro, avvertendole che se la Soul Gem di Sayaka non sarà purificata, accadrà qualcosa di terribile; lascia inoltre intendere che Homura sappia già quello che sta per accadere. Sayaka non torna a casa quella notte e il giorno successivo spia Hitomi che si dichiara a Kyōsuke, e sprofonda sempre più nella disperazione. Homura si avvicina a lei nel tentativo di offrirle un Grief Seed, ma Sayaka lo respinge perché non si fida di lei. Per risparmiare a Madoka la sofferenza di assistere alla caduta di Sayaka, Homura si prepara ad ucciderla, ma Kyōko interviene, aiutando Sayaka a fuggire. Kyubey convince Madoka a esprimere il desiderio di salvare Sayaka, ma Homura gli spara prima che il contratto venga stipulato. Con sorpresa di Madoka, Homura perde il controllo e inizia a piangere, chiedendole perché voglia sempre sacrificarsi per gli altri. Madoka, a questo punto, ha la sensazione di aver già incontrato Homura in passato, ma decide comunque di allontanarsi e cercare Sayaka. Subito Homura viene raggiunta da una copia di Kyubey, il quale le ricorda di essere dotato di un'inesauribile riserva di corpi e indovina che Homura proviene da una linea temporale differente. Kyōko trova Sayaka, e questa le confessa di sentirsi una stupida per aver accettato il contratto. Subito dopo la Soul Gem di Sayaka, ormai annerita, si trasforma in un Grief Seed. |                  |                  |
| 9  | Io non l'abbandonerò / Non lo permetterò mai 「そんなの、あたしが許さない」 - Sonna no, atashi ga yurusanai | 3 marzo 2011     | 1º aprile 2012   |
| 9  | Kyōko si ritrova al cospetto di una strega e con l’aiuto di Homura porta il corpo ormai senza vita di Sayaka fuori dal labirinto. Homura rivela a Kyōko e Madoka che la strega era ciò che rimane dell’anima di Sayaka, la cui Soul Gem era stata deteriorata dalla disperazione della maga, fino a trasformarsi in un Grief Seed. Quella notte, Kyubey va a trovare Madoka e le spiega che la sua razza, gli Incubator, usa le ragazze come carburante per l’universo, dato che quando la loro speranza diventa disperazione, dando origine alle streghe, una gran quantità di energia viene prodotta, contrastando l’entropia; spiega inoltre a Madoka che, essendo lei potenzialmente la maga più potente del mondo, l’energia scaturita dalla sua trasformazione in strega sarebbe enorme. Attaccandosi alla speranza che possa ancora esserci un modo per salvare Sayaka, Kyōko chiede a Madoka di aiutarla a far tornare Sayaka in sé. Le due entrano nel labirinto e diventa subito chiaro che Sayaka non è in grado di riconoscerle. Homura le raggiunge, e Kyōko, dopo aver visto Sayaka sul punto di uccidere Madoka, affida quest’ultima a Homura, per poi farsi esplodere uccidendo Sayaka e se stessa. Kyubey rivela a Homura di aver lasciato deliberatamente credere a Kyōko che ci fosse un modo per salvare Sayaka, in modo che la sua morte possa spingere Madoka a stringere il contratto per affrontare la Notte di Walpurgis al fianco di Homura. |                  |                  |
| 10 | Ormai non conto più su nessuno / Ormai non conto più su nessuno 「もう誰にも頼らない」 - Mō darenimo tayoranai | 10 marzo 2011    | 8 aprile 2012    |
| 10 | Viene mostrato il passato di Homura nelle linee temporali precedenti. Nella linea temporale originale, Homura è una ragazza timida e insicura appena trasferitasi a Mitakihara. Subito Madoka le offre la sua amicizia, ma il generale insuccesso sociale e scolastico portano Homura allo sconforto, facendola finire nel labirinto di una strega. Viene tuttavia salvata da due maghe, Mami e la stessa Madoka, la quale afferma di aver stipulato il contratto da una sola settimana. Poco tempo dopo, giunge la Notte di Walpurgis e sia Mami che Madoka muoiono nel combatterla. Homura stipula il contratto, desiderando di tornare al primo incontro con Madoka ed essere in grado di proteggerla. Nella nuova linea temporale, Homura fa squadra con Madoka e Mami nella lotta contro le streghe. Stavolta Madoka sopravvive alla Notte di Walpurgis, ma la sua Soul Gem è ormai annerita e Madoka si trasforma in una strega davanti agli occhi di Homura. La ragazza riavvolge nuovamente il tempo e avverte le compagne dell’inganno di Kyubey, ma non viene creduta fino a quando Sayaka non diventa una strega. Constatato il destino delle maghe, Mami decide che nessuna di loro dovrà sopravvivere, ma viene uccisa da Madoka prima che possa fare una strage. Dopo la battaglia contro la Notte di Walpurgis, le Soul Gem di Madoka e Homura sono entrambe annerite. Madoka usa l’ultimo Grief Seed rimasto per purificare la Soul Gem di Homura, in modo che possa invertire il tempo e impedirle di farsi ingannare da Kyubey; le chiede inoltre di ucciderla, in modo da non diventare una strega. Nella quarta linea temporale, Homura impedisce a Madoka di diventare una maga e inizia una solitaria lotta contro le streghe, rifiutandosi di fare squadra con altre maghe o di rivelare loro le sue conoscenze. Non riesce tuttavia a sconfiggere la Notte di Walpurgis, inducendo Madoka a stipulare il contratto. Madoka sconfigge la Notte di Walpurgis in un sol colpo, ma si ritrova subito tramutata in una strega talmente potente da compromettere il destino dell’intero pianeta. Da questo momento, Homura riavvolgerà il tempo innumerevoli volte, nel tentativo di salvare Madoka, fino a creare la linea temporale attuale. |                  |                  |
| 11 | L'ultima via rimasta / L'ultimo segnale rimasto 「最後に残った道しるべ」 - Saigo ni nokotta michishirube | 21 aprile 2011   | 15 aprile 2012   |
| 11 | Homura rivela a Kyubey la natura della sua missione e Kyubey osserva che questo spiega l’enorme potenziale magico di Madoka: i poteri di una maga dipendono infatti dal peso del destino che è costretta a sopportare, e Madoka è chiaramente diventata sempre più potente man mano che il tempo veniva riavvolto per lei. Dopo il funerale di Sayaka, Kyubey spiega a Madoka che fin dalla preistoria gli Incubator hanno tramutato ragazze in maghe e che i loro desideri sono stati di fondamentale importanza per lo sviluppo dell’umanità. Madoka va da Homura, che le spiega che la Notte di Walpurgis è una strega talmente potente da non aver bisogno di creare intorno a sé un labirinto e che il suo arrivo può comportare la distruzione di Mitakihara. Afferma tuttavia di essere in grado di combattere la Notte di Walpurgis da sola e le rivela che tutto questo lo sta facendo per lei. Più tardi Kyubey spiega a Madoka che Homura non sarà mai in grado di sconfiggere la Notte di Walpurgis e che, invertendo in continuazione il tempo, sta solo rimandando la sua inevitabile trasformazione in strega. Nel frattempo, la Notte di Walpurgis giunge in città e Homura, nuovamente sconfitta, sta per cedere alla disperazione. Viene tuttavia raggiunta da Madoka, che le annuncia di aver deciso di diventare una maga. |                  |                  |
| 12 | La mia migliore amica / La mia migliore amica 「わたしの、最高の友達」 - Watashi no, saikō no tomodachi | 21 aprile 2011   | 22 aprile 2012   |
| 12 | Madoka esprime il desiderio di essere in grado di eliminare ogni strega di ogni luogo e ogni tempo, un attimo prima che nasca. Madoka si fa così carico della disperazione di tutte le maghe mai esistite e si tramuta in una strega talmente potente da poter distruggere l’intero universo. Lei stessa subisce però gli effetti del suo desiderio e subito compare una seconda Madoka che immediatamente uccide la se stessa strega. Ogni traccia dell’esistenza umana di Madoka viene cancellata dal mondo, e Madoka diventa una divinità con la sola funzione di salvare le anime delle maghe dalla disperazione, e dice addio a Homura, definendola la sua migliore amica. Nel nuovo mondo scaturito dal desiderio di Madoka le streghe non esistono e le maledizioni del mondo si manifestano in forma di esseri chiamati Bestie Magiche, che vengono combattuti dalle maghe. Adesso, quando la Soul Gem di una maga si corrompe, la maga svanisce nel nulla, portata via dalla “Legge della Ruota”, ed è questo il destino a cui va incontro Sayaka. Homura fa ora squadra con Mami e Kyōko nella lotta contro le Bestie Magiche, ed è l’unica al mondo, eccetto il fratello di Madoka, a conservare il ricordo dell’amica. |                  |                  |

## Pubblicazione home video e CD

### Giappone
In Giappone la serie è stata pubblicata da Aniplex in 6 dischi, ognuno uscito sia in versione Blu-ray che in versione DVD, in entrambi i casi con allegati uno o più CD, contenenti drama CD realizzati sotto la "supervisione di Gen Urobuchi" (虚淵玄監修?, Urobuchi Gen kanshū) o colonne sonore, comprese le character song Mata ashita e and I'm home, usate come sigle finali usate solo per l'home video e non in televisione. Nelle confezioni dei dischi sono incluse anche delle vignette yonkoma di Ume Aoki. I DVD e Blu-ray dovevano uscire dal 30 marzo 2011 ma l'uscita è stata rinviata a causa del terremoto del Tōhoku del 2011.
| N° | Episodi | CD allegati | Data d'uscita     | Fonte  |
| -- | ------- | --- | ----------------- | ------ |
| 1  | 1, 2    | - Drama CD: Urobuchi Gen kanshū Original Drama - Memories of You (虚淵玄監修オリジナルドラマ『Memories of you』?, Urobuchi Gen kanshū Orijinaru Dorama - Memories of you) - Character song di Madoka Kaname (sigla finale degli episodi 1 e 2)                 | 27 aprile 2011    | [ 12 ] |
| 2  | 3, 4    | Original Soundtrack Vol.1 (オリジナルサウンドトラックVol.1?, Orijinaru saundotorakku Vol.1) | 25 maggio 2011    | [ 13 ] |
| 3  | 5, 6    | Drama CD: Urobuchi Gen kanshū Original Drama - Sunny Day Life (虚淵玄監修オリジナルドラマ『サニーデイ ライフ』?, Urobuchi Gen kanshū Orijinaru Dorama - Sanī Dei Raifu)                                                                                        | 22 giugno 2011    | [ 14 ] |
| 4  | 7, 8    | Original Soundtrack Vol.2 (オリジナルサウンドトラックVol.2?, Orijinaru saundotorakku Vol.2) | 27 luglio 2011    | [ 15 ] |
| 5  | 9, 10   | - Drama CD: Urobuchi Gen kanshū Original Drama - Farewell Story (虚淵玄監修オリジナルドラマ『フェアウェル・ストーリー』?, Urobuchi Gen kanshū Orijinaru Dorama - Feaweru Sutōrī) - Character song di Sayaka Miki e Kyōko Sakura (sigla finale dell'episodio 9) | 24 agosto 2011    | [ 16 ] |
| 6  | 11, 12  | Original Soundtrack Vol.3 (オリジナルサウンドトラックVol.3?, Orijinaru saundotorakku Vol.3) | 21 settembre 2011 | [ 17 ] |

### Italia
In Italia Dynit ha pubblicato la serie in 3 dischi, anch'essi disponibili in versione Blu-ray e DVD. Per ogni disco esce però anche una confezione in edizione limitata, detta Limited Fan Edition, contenente sia il Blu-ray che il DVD e anche un CD, una statuetta di un personaggio, una cartolina e un booklet con all'interno anche le vignette yonkoma di Ume Aoki. Le uscite erano mensili e sono cominciate a marzo 2012 con l'edizione limitata del primo disco; dopodiché, ad ogni uscita di un disco in edizione limitata usciva nello stesso mese anche l'edizione normale del disco precedente, e si sono chiuse con l'uscita dell'edizione normale del terzo disco a giugno 2012.
| N° | Episodi | CD allegato all'edizione limitata | Data d'uscita edizione limitata | Data d'uscita edizione normale |
| -- | ------- | --------------------------------- | ------------------------------- | ------------------------------ |
| 1  | 1→4     | Original Soundtrack I             | 14 marzo 2012                   | 18 aprile 2012                 |
| 2  | 5→8     | Original Soundtrack II            | 23 aprile 2012                  | 16 maggio 2012                 |
| 3  | 9→12    | Original Soundtrack III           | 30 maggio 2012                  | 13 giugno 2012                 |